# ۱۶۸ (قمری)
۱۶۸ (قمری)، صد و شصت و هشتمین سال در گاهشماری هجری قمری است. اول محرم این سال برابر با بیست و هشتم ژوئیه سال ۷۸۴ میلادی است.

## وابسته
- شعوبیه
- بشار پسر برد